# Источни Мидландс
Источни Мидландс (енгл. East Midlands) једна је од девет регија Енглеске. Грофовије које се налазе у њој су: Дарбишир, Нотингамшир, Линколншир, Лестершир, Ратланд и Нортхемптоншир.